# اوشی او بوئیس
اوشی او بوئیس (به فرانسوی: Auchy-au-Bois) یک کمون در فرانسه است که در پا-دو-کاله واقع شده‌است. اوشی او بوئیس ۴٫۲۷ کیلومتر مربع مساحت دارد ۸۹ متر بالاتر از سطح دریا واقع شده‌است.